# Nationaalsocialistische black metal
Nationaalsocialistische blackmetal (NSBM) is blackmetal waarvan de muzikanten koketteren met het nationaalsocialisme, hetzij uit provocatie, hetzij uit overtuiging. In liedteksten wordt zowel direct als indirect het nationaalsocialisme aangehaald.

## Oorsprong
Nationaalsocialistische blackmetal is voortgekomen uit een nationalistische vorm van blackmetal. In plaats van godslasterende teksten concentreerden bands zich op heidendom, mysticisme, nationale cultuur en erfgoed. NSBM in deze vorm concentreerde zich niet zo zeer op blanke superioriteit en het Derde Rijk maar was een nationalistische beweging.
Een van de eerste nationaalsocialistische blackmetalbands is Graveland (opgericht in 1992), hoewel frontman Rob "Darken" tegenspreekt NSBM te maken. Op zijn website citeert hij het nationaalsocialistische credo van de Fourteen Words.
Een andere band die essentieel is voor de vorming van nationaalsocialistische blackmetal als stijlkenmerk was Absurd. Aanvankelijk vond deze band inspiratie in horrorfilms, maar al gauw richtte de band zich op de nazi-ideologie. In songteksten van Absurd staan verwijzingen naar het nationaalsocialisme. In het nummer 'Werwolf' staat de tekst "Ich stille meine Gier mit Menschenfleisch, mit Zyklon-B, mit Gift und Blut" ("Ik stil mijn verlangen met mensenvlees, met Zyklon B, met gif en bloed") waarbij Zyklon B verwijst naar het gifgas dat in de Tweede Wereldoorlog voor massamoord werd gebruikt. Het bandlogo toont een hakenkruis met de Thorhamer en bij optredens brengen de bandleden de Hitlergroet. 
Eind jaren negentig kwamen er meer neonazibands die zich spiegelden aan de band Skrewdriver, die de racistische standpunten van de White Power-beweging en de doctrines van nazi-Duitsland verspreidde. Bands die dit voorbeeld volgden waren WAR 88 (een verwijzing naar het 'Heil Hitler'), de Nederlandse Brigade M (een verwijzing naar de knokploeg van NSB-leider Anton Mussert), en Aryan Blood. De muziek is vaak blackmetal gemixt met Rock Against Communism (RAC), oi! of hatecore.

## Bekende bands
- Absurd
- Geimhre
- Graveland
- Totenburg